# Driftwood
Driftwood es una película de terror que fue mostrada en el "Screamfest LA International Horror Film Festival" el 20 de octubre del 2006. La película fue lanzada en DVD el 20 de noviembre del 2007. Driftwood fue dirigida por Tim Sullivan y protagonizada por Raviv Ullman y Diamond Dallas Page.

## Sinopsis
Plagado de sentimientos de culpabilidad por la pérdida de su hermano mayor estrella de rock, David Forrester de 16 años (Ricky Ullman) se obsesiona con la muerte, llevando a sus equivocados padres a enviarlo a Driftwood, un "Campamento de Ajuste de Actitud para Jóvenes con Problemas", dirigido por el sádico Capitán Doug Kennedy (Diamond Dallas Page) y Yates (Talan Torriero), su joven y brutal secuaz. Una vez allí, David es perseguido por el espíritu de Jonathan (Connor Ross), un antiguo interno que encontró un final misterioso; un misterio cuya resolución podría ser la única salida de David.

## Reparto
- Ricky Ullman como David Forrester.
- Diamond Dallas Page como Captain Doug Kennedy.
- Talan Torriero como Yates.
- David Eigenberg como Norris.
- Jeremy Lelliott como Noah.
- Baelyn Neff como Myra.
- Frankie Levangie como Boyle.
- Connor Ross como Jonathan.
- Cory Hardrict como Darryl.
- David Skyler como K.C.
- Shahine Ezell como Cobey.
- John Walcutt como Quails.
- Lou Beatty, Jr. como Doc.
- Kim Morgan Greene como Mrs. Sherman
- Russell Sams como Dean Forrester.
- Lin Shaye como Nancy Forrester.
- Marc McClure como Rich Forrester.